# Catona (fiumara)
La fiumara di Catona è una fiumara che attraversa la città di Reggio Calabria.
Ha origine sull'Aspromonte e sfocia in città nell'omonima zona del quartiere Catona.